# 右腳的證明
《右腳的證明》（日语：／ Migiashi Ebidensu */?）是日本女子偶像團體AKB48成員藤田奈那的個人出道單曲，同時是「AKB48家族 猜拳大會2015」前16名獲勝者的出道企劃單曲，於2015年12月23日由You, Be Cool!/King Records發行，而台壓版則由華納音樂代理、並於2015年12月23日在台灣同步上市。

## 簡介
《右腳的證明》是日本女子偶像團體AKB48於2015年9月16日在橫濱體育館舉行「AKB48家族 猜拳大會2015」中，優勝者藤田奈那贏得的個人出道單曲，同時是AKB48與姐妹團中第13位得到個人單曲出道機會的成員。C/W曲則是由猜拳大會中，第2-16名的成員所演唱，由第2名中西智代梨擔任中心人物所演唱的《你一直都在哪裡？》。兩首歌曲皆於2015年12月15日舉辦的「第5屆AKB48紅白對抗歌合戰」中，初次公開表演。
該單曲的發售紀念活動於2016年1月27日在AKB48劇場舉辦，猜拳大會前16名成員（渡邊美優紀、上西惠除外）與伊豆田莉奈、加藤玲奈參加此次發售紀念活動。
標題是「贏得猜拳優勝的證明。」

## 單曲主要紀錄
- Oricon公信榜中，單曲首日排名為第8名。[1]首周銷售量為12,378張，排名第10名。[2]

## 單曲收錄內容
CD [17：06]
1. 右腳的證明 （右足エビデンス） [3:50] （作詞：秋元康，作曲：菅井達司，編曲：佐佐木裕）
2. 你一直都在哪裡？（君は今までどこにいた?）- AKB48 [4:45] （作詞：秋元康，作曲：田靡達也，編曲：佐佐木裕）
3. 右腳的證明（Off vocal ver.） [3:47]
4. 你一直都在哪裡？（Off vocal ver.） [4:43]

DVD
1. 右腳的證明 MUSIC VIDEO
2. 你一直都在哪裡？ MUSIC VIDEO
3. AKB48家族 里猜拳大會2015 （AKB48グループ 裏じゃんけん大会2015）

特典
- 參加發售紀念活動的抽選抽選券
- 生寫真（2張）

## 演唱成員
- 括號內為猜拳大賽的排名

### 右腳的證明
- AKB48 Team K：藤田奈那（第1名）

### 你一直都在哪裡
「AKB48」名義。中心成員：中西智代梨
- AKB48 Team A：小嶋菜月（第14名）、中西智代梨（第2名）、橫山由依（第7名）
- AKB48 Team K：相笠萌（第8名）
- AKB48 Team B：木崎由里亞（第4名）、福岡聖菜（第16名）、横島亚衿（第11名）
- AKB48 Team 4：飯野雅（第6名）、佐藤妃星（第5名）、西野未姬（第3名）
- AKB48 Team 8：近藤萌恵里（第13名）、阿部芽唯（第9名）
- AKB48 研究生：野村奈央（第12名）
- NMB48 Team N：上西惠（第10名）
- NMB48 Team BII / AKB48 Team B：渡邊美優紀（第15名）